# 大熊河

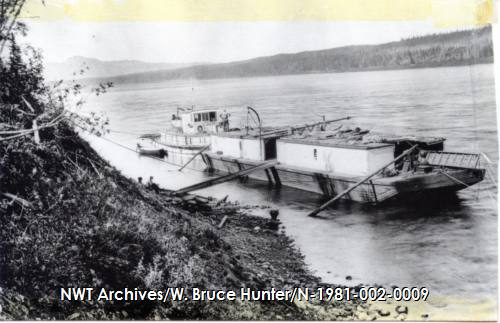
1933年大熊河上的駁船

大熊河是加拿大西北地方的一條河流。大熊湖的湖水從大熊河西南部流出，中途經過一些沼澤，最終匯入馬更些河。大熊河長113公里，在四個月沒有結冰的時段是重要的交痛要道。大熊河有不規則寬350公尺的曲流，平均深度6公尺。歷史航拍照片顯示最近50年間，沒有任何河岸侵蝕或河道遷移的跡象。
大熊河的流量不高是因為集水區的降水量低。在1972年和1974年大熊河80%的開闊河段結冰段已經融化。
圖利塔聚落位在大熊河河口。

## 支流
大熊湖的支流有：
- 豪豬河
- 羅莎莉溪
- 棒溪
- 貂熊溪
- 聖查爾斯溪
- 布拉克特河

## 外部連結
- Great Bear Lake: Facts, Discussion Forum, and Encyclopedia Article （页面存档备份，存于）
- Canadian Council for Geographic Education page with a series of articles on the history of the Mackenzie River （页面存档备份，存于）.
- Mackenzie River (river, Canada) : The lower course -- Britannica Online Encyclopedia.